# Richard Gutierrez
Richard Gutierrez, né Richard Kristian Rama Gutiérrez à Los Angeles, Californie, le 21 janvier 1984 est un acteur et mannequin Philippin né américain.
Véritable star de la télévision philippine, il est parfois appelé Chard par la presse.

## Biographie
Richard Gutierrez a commencé à jouer comme acteur dès l'enfance avec son jumeau. Il a travaillé ainsi dans de nombreux films aux côtés de son père et de ses frères.
En 1999, il joue dans Click, sa première série télévisée pour GMA Network. En 2004, il joue le rôle principal de la série fantastique Mulawin (en). Face au succès de la série, un film sort l'année suivante, Mulawin: The Movie (en), dans lequel il reprend son rôle d'Aguiluz. À la suite de cela, il joue les rôles principaux dans de nombreuses séries télévisés de GMA Network comme Sugo, Kamandag, Codename: Asero, Zorro, Lupin, Full House et Captain Barbell.
Le 26 juin 2013, Richard Gutierrez devient un acteur freelance après la fin de son contrat d'exclusivité avec GMA. En juin 2014 est diffusé la série de télé-réalité It Takes Gutz to Be a Gutierrez qui tourne autour de sa vie familiale. En 2015, il signe, avec son frère jumeau Raymond et sa sœur Ruffa, un contrat d'exclusivité avec Viva Artists Agency. Il avait déjà travaillé pour la compagnie en 2008 et 2009 pour le film Patient X de Yam Laranas.
En 2017, il signe un contrat d'exclusivité avec ABS-CBN et joue le rôle de Sandrino dans la série fantastique La Luna Sangre.

### Vie privée
Richard Gutierrez est le fils de l'acteur philippin de descendance espagnole et canadienne, Eddie Gutierrez (en) et de l'actrice philippine, Annabelle Rama. Il fait partie d'une famille de six enfants. Il a un frère jumeau, Raymond Gutierrez, une sœur Ruffa Gutierrez et trois autres frères, Rocky, Elvis et Paul Ritchie. Il a également deux demi-frères, Tonton Gutierrez et Ramon Christopher issus du premier mariage de son père. La plupart travaillent également dans le domaine du cinéma et de la télévision.
Il est en couple depuis 2012 avec l'actrice Sarah Lahbati. Fiancés en 2017, ils ont deux fils,,. Le 1er mars 2024, Sarah Lahbati confirme leur séparation et qu'ils se partagent la garde des enfants.

## Polémiques

### Accident
Le 22 mai 2009, l'acteur, au volant d'une Nissan Skyline GTR, fait une sortie de route alors qu'il se dirigeait vers Manille. Deux passagers l'accompagnaient. L'acteur et son garde du corps sont blessés mais son assistant qui était côté passager, meurt sur le coup,. Il est alors poursuivit en justice pour « conduite imprudente ayant entraîné la mort ». Le 30 juin 2017, le tribunal rejette l'accusation concluant qu'aucun élément ne prouve une imprudence quelconque de la part du conducteur,.

### Évasion fiscale
En 2017, le Bureau of Internal Revenue (en) porte plainte devant le Ministère de la Justice contre l'acteur pour évasion fiscale. En janvier 2019, les poursuites sont abandonnées : le Ministère de la Justice a rejeté la plainte pour insuffisance de preuves,.

## Filmographie

### Cinéma
- 1987 : Mga lahing pikutin de Carlo J. Caparas
- 1987 : Takbo, bilis... takboooo! de Carlo J. Caparas
- 1988 : Knock, Knock Who's There? de Carlo J. Caparas
- 1988 : Kambal tuko de J. Erastheo Navoa
- 1989 : One two bato three four bapor de Ben Feleo
- 1990 : Feel na feel de Rudy Meyer : Mambo
- 1990 : Juan Tanga, super naman, at ang kambal na tiyanak : Ting
- 1992 : Takbo... Talon... Tili!!! d'Efren Jarlego : Tito
- 2004 : Sigaw de Yam Laranas : Marvin
- 2005 : Mulawin: The Movie de Dominic Zapata : Aguiluz
- 2006 : I Will Always Love You de Mac Alejandre : Justin
- 2007 : The Promise de Michael Tuviera : Daniel
- 2008 : My Monster Mom de Jose Javier Reyes : jeune Waldo
- 2008 : For the First Time de Joyce Bernal : Seth Villaraza
- 2009 : When I Met U de Joel Lamangan : Benjie
- 2009 : Patient X de Yam Laranas : Dr. Lukas Esguerra
- 2010 : In Your Eyes de Mac Alejandre : Storm
- 2011 : My Valentine Girls de Chris Martinez, Andoy Ranayet Dominic Zapata
- 2013 : Seduction de Peque Gallaga : Ram
- 2013 : My Lady Boss de Jade Castro : Zach Rhys Estrella
- 2018 : Fantastica de Barry Gonzalez : Prince Pryce
- 2019 : Man, Woman, Wife

### Télévision

#### Séries télévisées
- 1999 : Click
- 2001 : Ikaw lang ang mamahalin
- 2001 : Idol ko si Kap
- 2003 : Love to Love : JM Rodriguez / Tomas / Ralph
- 2004 : Kakabakaba Adventures : Raffy le Vampire
- 2004 - 2005 : Mulawin : Aguiluz
- 2005 - 2006 : Sugo : Miguel / Amante
- 2007 : Lupin : Lupin de Dios / André Lupin
- 2007 : Captain Barbell : Teng / Captain Barbell
- 2007 - 2008 : Kamandag : Vergel / Kamandag
- 2008 : Codename: Asero : Asero
- 2009 : Full House : Justin
- 2009 : Zorro : Antonio Pelaez / Zorro
- 2011 : Captain Barbell : Teng / Captain Barbell
- 2012 : Makapiling kang muli : Martin Caballero Silvestre
- 2013 : Love & Lies : Edward Galvez
- 2016 : Ang panday : Flavio / Miguel / Juro / ...
- 2017 - 2018 : La Luna sangre : Sandrino
- 2019 : Maalaala mo kaya : Hertito
- 2020 : Ang probinsyano : Lito Valmoria
- 2022 : The Iron Heart : Apollo Adelantar / Olimpio Custodio

## Distinctions

### Récompenses
- 2009 : Box Office Entertainment Awards (en) : « Prince of Philippine Movies & TV » pour For the First Time[16]
- 2015 : FAMAS Award : « Aura Face of the Night » avec Toni Gonzaga[17]

### Nominations
- 2009 : FAMAS Award: nommé au Prix du Meilleur Acteur pour For the First Time[18]